# Modra
Modra (szlovákul: Modra nad Cirochou) község Szlovákiában, az Eperjesi kerület Homonnai járásában.

## Fekvése
Homonnától 10 km-re keletre, a Ciróka-patak bal oldalán fekszik.

## Története
1333-ban említik először.
A 18. század végén Vályi András így ír róla: „MODRA. Tót falu Zemplén Várm. földes Ura Roly Uraság, lakosai katolikusok, fekszik n. ny. Nagy Kemenczéhez, d. Valaskóczhoz 1 órányira. Három nyomásbéli határja, tavaszi vetemény, gabonát, és egyebet is középszerűen terem, földgye hegyes, agyagos, és követses, bikfa erdejek, réttyek, és legelőjök elég van, piatzok Homonnán.”
Fényes Elek 1851-ben kiadott geográfiai szótárában így ír a faluról: „Modra, tót falu, Zemplén vgyében, Cziroka-Hosszúmező fil., 518 kath., 3 zsidó lak., 682 szántóföldekkel. Örökös f. u. gr. Vandernath.”
Borovszky Samu monográfiasorozatának Zemplén vármegyét tárgyaló része szerint: „Modra, tót kisközség a Cziróka völgyében. Van 90 háza és 528 róm. kath. vallású lakosa. Postája Nagykemencze, távírója és vasúti állomása Homonna. A homonnai uradalomhoz tartozott s ez uradalom többi birtokainak sorsában osztozott. Az újabb korban a Van Dernáth grófok voltak az urai, azután az Andrássyak s most gróf Andrássy Gézának van itt nagyobb birtoka. A község a mult század hatvanas éveiben teljesen leégett. Róm. kath. temploma a mult század közepén épült.”
1920 előtt Zemplén vármegye Homonnai járásához tartozott.

## Népessége
| Év:            | 1994. | 2004.   | 2014.   | 2024.   |
| -------------- | ----- | ------- | ------- | ------- |
| Emberek száma: | 1093  | 1030    | 1007    | 949     |
| Eltérés:       |       | -5,76 % | -2,23 % | -5,75 % |

| Év:            | 2023. | 2024.   |
| -------------- | ----- | ------- |
| Emberek száma: | 956   | 949     |
| Eltérés:       |       | -0,73 % |

1910-ben 464, túlnyomórészt szlovák lakosa volt.
2001-ben 1047 lakosából 1041 szlovák volt.
2011-ben 1021 lakosából 957 szlovák.

## Nevezetességei
- Nagyboldogasszony tiszteletére szentelt római katolikus temploma.

## Külső hivatkozások
- Községinfó
- Modra Szlovákia térképén
- E-obce.sk Archiválva 2013. június 21-i dátummal a Wayback Machine-ben